# Vallensbæk IF
Vallensbæk IF (Vallensbæk idrætsforening af 1939) eller VI39 er en sportsklub hvor man blandt andet kan spille fodbold, håndbold, tennis og gymnastik.
Deres adresse er Idræts Alle 2 Vallensbæk Strand.